# Silvio Salza
Silvio Salza (Torino, 12 gennaio 1879 – Roma, 18 agosto 1972) è stato un ammiraglio italiano, che ricoprì l'incarico di Comandante generale del Corpo delle capitanerie di porto tra il 10 luglio 1939 e il 30 giugno 1940.

## Biografia
Nacque a Torino il 12 gennaio 1879. Arruolatosi nella Regia Marina, nel 1897 fu ammesso a frequentare la Accademia navale di Livorno da cui uscì con il grado di guardiamarina. Assegnato a prestare servizio presso l'incrociatore protetto Elba, nel 1900, imbarcato sull'incrociatore corazzato Vesuvio prese parte alla spedizione internazionale per la repressione della rivolta dei Boxer in Cina, evento che portò successivamente il Regno d'Italia ad ottenere una concessione commerciale nell'area della città di Tientsin.

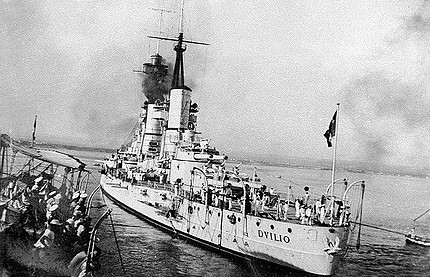
La nave da battaglia Duilio in Somalia, nel 1935

Promosso sottotenente di vascello il 1º luglio 1901, fece rientro il Patria dalla Cina nel 1902, con l'incrociatore corazzato Ettore Fieramosca e successivamente imbarcato su diverse unità di superficie, tra cui la corazzata Napoli e inviato in Africa Orientale con la nave idrografica Staffetta tra il 1903 e il 1905. Promosso tenente di vascello nel 1907 ebbe prevalentemente imbarchi su navi di linea in incarichi inerenti al servizio artiglieria, partecipando alle operazioni di soccorso alle popolazioni di Messina e Reggio Calabria colpite dal terremoto del dicembre 1908, ricevendo nel 1908 la medaglia di bronzo di benemerenza per l'opera prestata e tra il 1911 e 1912 alla guerra italo-turca, distinguendosi per l'abilità nell'organizzazione delle artiglierie a lui affidate e per l'efficace direzione del tiro della nave da battaglia pre-dreadnought Vittorio Emanuele in occasione dell'azione del 18 aprile 1912 contro i forti dei Dardanelli.
L'entrata nella prima guerra mondiale del Regno d'Italia lo trovò imbarcato a bordo della nave da battaglia Leonardo da Vinci. Durante gli anni della Grande Guerra ricoprì anche l'incarico di comandante di alcuni dei Treni armati,) di torpediniere e, promosso capitano di corvetta nel 1917, nel 1918 assunse il comando della torpediniera Alcione, e ricoprì anche l'incarico di capo squadriglia fino al 1920. , Decorato di medaglia di bronzo e di due croci di guerra al merito e nominato capitano di fregata, grazie alla sua perfetta conoscenza delle lingue tedesca e inglese fu assegnato in servizio presso la Commissione Interalleata di controllo a Berlino, dove rimase sino al 1921 per passare all'Istituto di Guerra Marittima di Livorno sino al 1923. Conseguì il brevetto di specializzazione superiore tecnico-scientifica nel servizio di artiglieria, balistica e chimica degli esplosivi.
Dopo una destinazione all'Istituto di guerra marittima, dal 1923 trascorse due anni di imbarco sulla corazzata Conte di Cavour (dove ricoprì anche l'incarico di Sottocapo di Stato Maggiore della Forza navale del Mediterraneo) e sul cacciatorpediniere Confienza e promosso capitano di vascello nel 1926, prestò servizio presso lo Stato maggiore della Marina a Roma. Nel 1928 ritornò a bordo al comando dell'incrociatore corazzato Francesco Ferruccio, cui seguirono i comandi della nave da battaglia Giulio Cesare, dell'incrociatore leggero Taranto, della corazzata Andrea Doria e della similare Duilio. Nel 1931 è nominato Direttore dell'Istituto di Guerra Marittima, esercitando la libera docenza in Storia e Politica Navale. Promosso contrammiraglio nel 1933, diviene Aiutante di Campo Generale di Sua Maestà il Re Vittorio Emanuele III. Nel 1935 promosso ammiraglio di divisione ebbe il comando della VI Divisione navale con insegna sull'incrociatore leggero Duca d'Aosta e nel 1936 della II Divisione navale, con insegna sull'incrociatore Giovanni delle Bande Nere, prendendo parte alle operazioni navali durante la guerra di Spagna. Successivamente fu comandante del Dipartimento Marina Militare Autonomo dell'Alto Adriatico a Venezia.
Nominato ammiraglio di squadra nel 1938 assunse l'incarico di Comandante generale del Corpo delle capitanerie di porto, ricoprendolo dal 10 luglio 1939 sino al 30 giugno 1940. In questo periodo svolse altri incarichi quali presidente del Comitato Superiore di Coordinamento di Progetti Tecnici e membro della Commissione Italiana d'Armistizio con la Francia (CIAF), nella delegazione di Biserta. Nel novembre 1941 lasciò il Comando Generale delle Capitanerie di Porto in quanto posto a capo della Delegazione Generale della CIAF, con sede ad Algeri, rimanendovi fino a fine 1942, quando, seppure collocato in ausiliaria per raggiunti limiti di età, è richiamato in servizio per ricoprire lo stesso incarico. Per altre due volte è richiamato per assumere l'incarico di Presidente della Commissione d'inchiesta sui sinistri marittimi e di membro della Commissione d'inchiesta speciale. Lasciò definitivamente il servizio nel settembre 1946, e collocato in congedo assoluto nel corso del 1954 è morto a Roma il 18 agosto 1972.
Personalità di rilievo, oltre che nell'ambito militare marittimo, anche in quello culturale, è stato a lungo collaboratore della Rivista Marittima, con articoli su politica navale e di storia militare, è stato autore dei volumi V. VI. VII e VIII dell'opera "La Marina Italiana nella Grande Guerra", edita tra il 1935 e il 1942 per conto dell'Ufficio Storico della Marina dall'Editore Vallecchi di Firenze, e tradutto i voumi II e IV dell'opera di Franz Sokol, "La guerra marittima dell'Austria-Ungheria I914-I918", 1ª edizione (1931-1934) dell'Ufficio Storico della Marina e 2ª edizione del 2007 della Libreria Goriziana.

## Pubblicazioni
- La marina italiana nella grande guerra. 5, La lotta contro il sommergibile: (maggio - ottobre 1917), Vallecchi, Firenze, 1939.
- La marina italiana nella grande guerra. 7, Verso la vittoria contro il sommergibile (dal gennaio al luglio 1918), Vallecchi, Firenze, 1940.
- La marina italiana nella grande guerra. 8, La vittoria mutilata in Adriatico : (dal luglio 1918 alla conferenza della pace, gennaio 1919). Vallecchi, Firenze, 1942.

### Fonti
1. 1 2 3 4 5 6 7 8 9 10 11  Guardia Costiera.
2. 1 2 3 4 5 6 7 8 9  Nonnodondolo.